# Josep Mitjà i Franquesa
Josep Mitjà i Franquesa fou un baríton i sotsxandre d'Olot i contrabaixista de l'orquestra La Principal de Santa Coloma de Farners.
El seu nom apareix en el Llibre dels noms y cognoms dels Escolans de la Capella de Música y Cor de la Santa Església de Gerona, el qual ofereix informació en forma de dades personals d'escolans que formaven part del Cor de la Catedral i de la Capella.